# Praia do Barro Preto (Aquiraz)

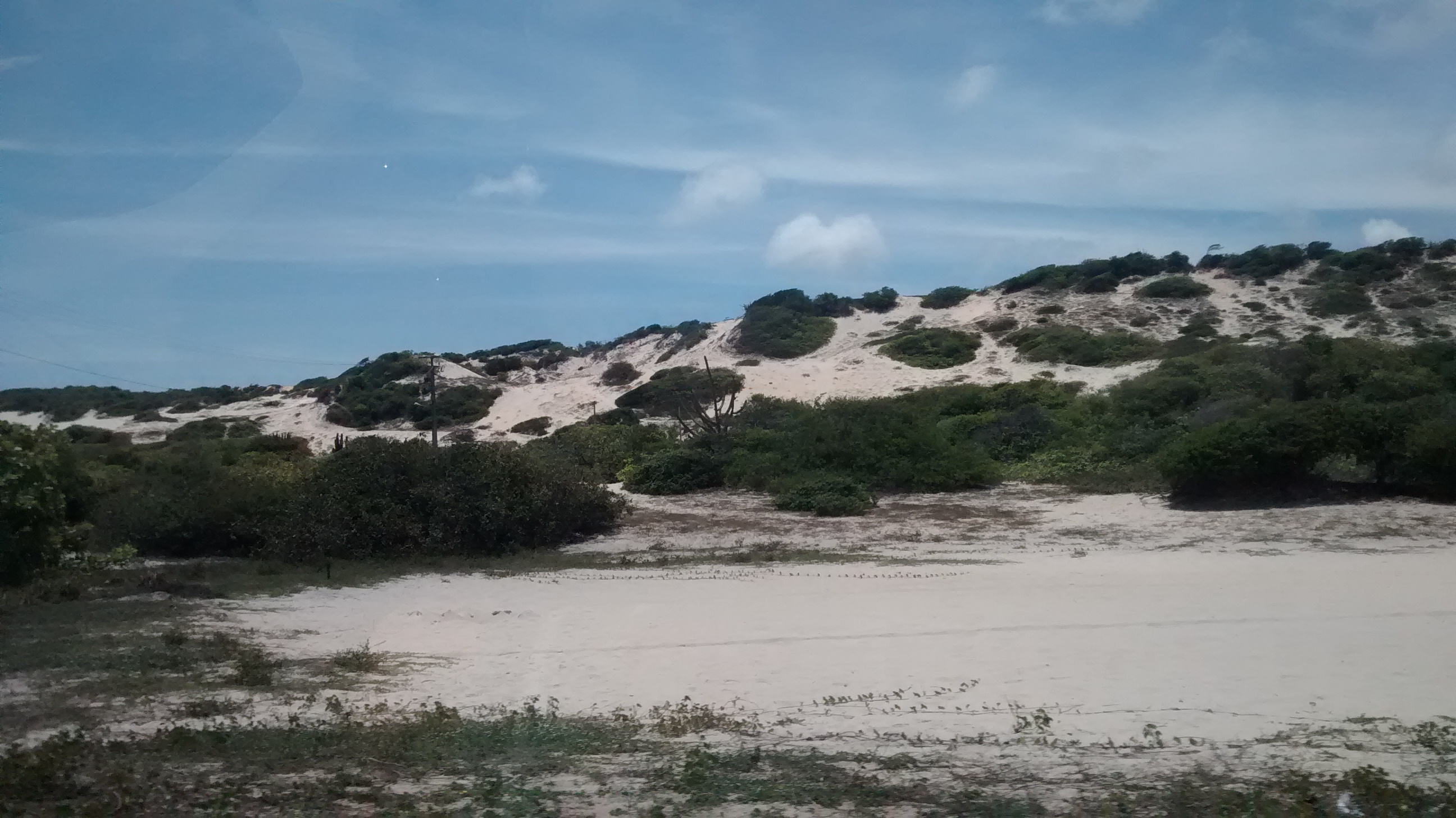

Praia do Barro Preto é uma praia brasileira localizada no município de Aquiraz no Ceará. Fica a 48 quilômetros da capital Fortaleza e está entre as praias do Iguape e do Batoque. Além da vila de pescadores, é caracterizada pela presença de inúmeras casas de veraneio, dunas e mangue. Conta-se que no início da colonização do Estado do Ceará a enseada onde localiza-se era porto para embarcações de piratas que margeavam a costa brasileira.
Batizada pelos primeiros moradores e visitantes, é provável que a localidade tenha esse nome devido à existência na região de uma areia de praia cheia de cristais escuros e reluzentes. Ainda consegue se preservar um olho d'água, que provavelmente foi utilizado pelas primitivas da região. De inegável beleza natural, a Praia do Barro Preto ganhou  maior notoriedade, sobretudo nos anos 1990, quando programas de tv deram destaque e fama à barraca de praia Energia Erótica. De propriedade do 'Xerife da Praia' Dom Giovani, falecido em 2019, a barraca recebia muitos visitantes, atraídos sobretudo pelo bom humor de Dom Giovani, pela criatividade e pela culinária exótica.   
A área é rica em manguezais e a vegetação original permanece quase intacta. A economia local está baseada na pesca artesanal, no pequeno comércio e nos serviços. A comunidade dispõe de um posto de saúde e uma escola de ensino fundamental, mantidos pela Prefeitura de Aquiraz.  